# Mansfeld-Südharz (district)
Districtul Mansfeld-Südharz este un district rural (în germană: Landkreis) din landul Saxonia-Anhalt, Germania. 